# Sakuma Nobumori
En aquest nom japonès, el cognom és Sakuma.
Sakuma Nobumori (佐 久 间 信 盛, 1528- 18 de febrer de 1582) va ser un samurai japonès del període Sengoku de la història del Japó al servei del clan Oda. Va ser conegut també com a Dewa no Suke (出 羽 介) i com a Uemon no Jo (右卫门 尉).
Sota les ordres d'Oda Nobunaga, Nobumori va defensar al clan Rokkaku el 1570. Va estar present en la llarga campanya de Nobunaga en contra dels monjos guerrers Ikko Ikki del temple Honganji, però pel fet que no va poder sortir amb la victòria, es va retirar a un temple budista a Koyasan, on va morir el 1582.